# 戈拉巴扎尔
戈拉巴扎尔（Gola Bazar），是印度北方邦Gorakhpur县的一个城镇。总人口10613（2001年）。

## 人口
该地2001年总人口10613人，其中男性5545人，女性5068人；0—6岁人口1719人，其中男883人，女836人；识字率53.43%，其中男性为60.63%，女性为45.54%。